# 村上站 (千葉縣)
村上站（日语：／ Murakami eki */?）是一個位於千葉縣八千代市村上南一丁目，屬於東葉高速鐵道東葉高速線的鐵路車站。車站編號是TR08。
此站是東葉高速線唯一站名只有兩個漢字的。

## 年表
- 1996年（平成8年）4月27日 - 開業[1]。

## 車站結構
對向式月台2面2線的高架車站。以朱色系為基調。2樓部分是閘口，3樓部分是月台，地面的入口與2樓部分以扶手電梯與樓梯連結。

### 月台配置
| 月台 | 路線       | 方向 | 目的地                               |
| ---- | ---------- | ---- | ------------------------------------ |
| 1    | 東葉高速線 | 下行 | 往東葉勝田台                         |
| 2    | 東葉高速線 | 上行 | 八千代綠丘、西船橋、大手町、中野方向 |

## 使用情況
2014年度的一日平均上車人次為2,652人。

## 相鄰車站
東葉高速鐵道
 東葉高速線（東葉高速線內所有列車各站停車）
八千代中央（TR07）－村上（TR08）－東葉勝田台（TR09）

## 外部連結
- 村上站 （页面存档备份，存于） - 東葉高速鐵道